# Color Lines
Color Lines o Lines è un videogioco rompicapo inventato da Oleg Dëmin e presentato per la prima volta dalla compagnia russa Gamos nel 1992.

## Modalità di gioco
Il gioco si svolge in un campo quadrato tipo scacchiera di 9×9 quadrati, con sfere (o palle) di sette colori diversi. Alla partenza vengono sparse a caso sul campo cinque sfere; a ogni tiro altre tre.
Lo scopo dei giocatori consiste nel riuscire ad allineare insieme in orizzontale o in verticale o in diagonale almeno cinque sfere dello stesso colore. Una sfera viene scelta fra quelle simili e con un clic spostata in un quadrato vuoto. Tra la sfera prescelta e il luogo ove mandarla deve però esservi un percorso libero, cioè privo di altre sfere.
Se il giocatore riesce ad allineare una serie di almeno cinque sfere di pari colore, queste spariscono, e il giocatore riceve dei punti. Una serie di cinque sfere vale 10 punti, una di sei, 12 punti, sette 18 punti, otto 28 punti e nove 42 punti. Inoltre egli può muovere un'ulteriore sfera, senza che vengano distribuite in campo altre tre nuove sfere.
Il gioco termina quando tutti i quadrati sono riempiti di sfere.
Lo scopo del gioco è quello di raggiungere un punteggio maggiore di quello del "Re"; il "Re" è una figura che si trova su una colonna a sinistra del campo di gioco, che indica il più alto punteggio raggiunto fino al momento, o il punteggio finale di 100. Se lo sfidante raggiunge più punti del "Re", lo butta giù e diviene lui il "Re" nel successivo giro.

## Lines per Windows (1995)
Nel 1995 fu sviluppata la prima versione del gioco per 
Windows da Igor Nedelko e Andrej Akselrod per la ditta AbrewSoft. Si trattava di una fedele riproduzione di Color Lines, con 256 colori di grafica e il solito tasto per tutte le funzioni.
Le figure sulle colonne, campione e sfidante, sono ancora in uso, ma il loro aspetto è stato trasformato da medievale a moderno. La figura di destra fu un pochino animata, essa brilla e picchia di tanto in tanto con la mano.

## Successive trasformazioni
Il principio di gioco di Color Lines con il tempo è stato realizzato in una moltitudine di cloni sotto diverse denominazioni, tra cui varianti per browser in Adobe Flash e JavaScript e per PC, tablet e telefoni cellulari. Per ogni tipo di sistema operativo vi sono numerose applicazioni. La tesi di Maulwurf illustra le basi dell'algoritmo five lines.